# Rudolf Bobek
Rudolf Bobek (* 28. října 1954) je bývalý slovenský fotbalista, obránce.

## Fotbalová kariéra
V československé lize hrál za Slovan Bratislava. V lize nastoupil ke 163 utkáním a dal 10 gólů. Vítěz Československého a Slovenského poháru v roce 1982 se Slovanem. V Poháru vítězů pohárů nastoupil ve 2 utkáních a dal 1 gól. Za olympijskou reprezentaci nastoupil ve 3 utkáních.

## Ligová bilance
| Ročník                                      | Zápasy | Góly | Klub                       |
| ------------------------------------------- | ------ | ---- | -------------------------- |
| 1. československá fotbalová liga 1978/79    | 18     | 1    | TJ Slovan Bratislava CHZJD |
| 1. československá fotbalová liga 1979/80    | 22     | 2    | TJ Slovan Bratislava CHZJD |
| 1. československá fotbalová liga 1980/81    | 25     | 0    | TJ Slovan Bratislava CHZJD |
| 1. československá fotbalová liga 1981/82    | 18     | 1    | TJ Slovan Bratislava CHZJD |
| 1. československá fotbalová liga 1982/83    | 29     | 3    | TJ Slovan Bratislava CHZJD |
| 1. československá fotbalová liga 1983/84    | 21     | 1    | TJ Slovan Bratislava CHZJD |
| 1. československá fotbalová liga 1984/85    | 30     | 2    | TJ Slovan Bratislava CHZJD |
| 1. slovenská národní fotbalová liga 1985/86 | 9      | 1    | TJ Slovan Bratislava CHZJD |
| 1. slovenská národní fotbalová liga 1986/87 | 13     | 4    | TJ Slovan Bratislava CHZJD |
| CELKEM 1. liga                              | 163    | 10   |                            |